# ランファーリー伯爵
ランファーリー伯爵（ランファーリーはくしゃく、英: Earl of Ranfurly）は、アイルランド貴族の爵位。1831年に創設された。

## 歴史
ティロン県出身のトマス・ノックス(1729–1818)はアイルランド庶民院議員を26年間務めたのち、1781年1月8日にアイルランド貴族であるティロン県ダンガノンにおけるウェルズ男爵に叙され、1791年7月5日にティロン県ダンガノンにおけるノースランド子爵に叙された。その息子にあたる2代子爵トマス・ノックス(1754–1840)はトーリー党の政治家としてアイルランド庶民院議員、連合王国庶民院議員を務め、1826年7月6日に連合王国貴族であるレンフルー州におけるランフォーリーのランファーリー男爵に、1831年9月14日にアイルランド貴族であるランファーリー伯爵に叙された。
初代伯爵の息子にあたる2代伯爵トマス・ノックス(1786–1858)もトーリー党の政治家であり、襲爵以前に連合王国庶民院議員を務めた。その長男であるトマス・ノックス(1816–1858)は保守党所属庶民院議員だったが、襲爵から2か月後に死去した。
3代伯爵の息子にあたる5代伯爵アクター・ジョン・マーク・ノックス(1856–1933)も保守党の政治家であり、第三次ソールズベリー侯爵内閣からバルフォア内閣にかけて侍従たる議員、ニュージーランド総督を務めた。その孫にあたる6代伯爵トマス・ダニエル・ノックス(1913–1988)は第二次世界大戦に参戦して、1941年6月に捕虜になったほか、1950年代にバハマ総督を務めた。
2023年現在の当主は初代伯爵の三男の来孫にあたる8代伯爵エドワード・ジョン・ノックス(1957–)である。

## 現当主の保有爵位
現当主の第8代ランファーリー伯爵エドワード・ノックスは、以下の爵位を有する。
- 第8代ランファーリー伯爵（8th Earl of Ranfurly）
（1831年9月14日の勅許状によるアイルランド貴族爵位）
- 第9代ティロン県ダンガノンにおけるノースランド子爵（9th Viscount Northland, of Dungannon in the County of Tyrone）
（1791年7月5日の勅許状によるアイルランド貴族爵位）
- 第9代ティロン県ダンガノンにおけるウェルズ男爵（9th Baron Welles, of Dungannon in the County of Tyrone）
（1781年1月16日の勅許状によるアイルランド貴族爵位）
- 第8代レンフルー州ランフォーリーのランファーリー男爵（8th Baron Ranfurly, of Ramphorlie in the County of Renfrew）
（1826年7月6日の勅許状による連合王国貴族爵位）

## 一覧

### ノースランド子爵（1791年）
- 初代ノースランド子爵トマス・ノックス（1729年 – 1818年）
- 第2代ノースランド子爵トマス・ノックス（1754年 – 1840年）
  - 1831年、ランファーリー伯爵に叙爵

### ランファーリー伯爵（1831年）
- 初代ランファーリー伯爵トマス・ノックス（1754年 – 1840年）
- 第2代ランファーリー伯爵トマス・ノックス（英語版）（1786年 – 1858年）
- 第3代ランファーリー伯爵トマス・ノックス（英語版）（1816年 – 1858年）
- 第4代ランファーリー伯爵トマス・グランヴィル・ヘンリー・ステュアート・ノックス（1849年 – 1875年）
- 第5代ランファーリー伯爵アクター・ジョン・マーク・ノックス（英語版）（1856年 – 1933年）
- 第6代ランファーリー伯爵トマス・ダニエル・ノックス（英語版）（1913年 – 1988年）
- 第7代ランファーリー伯爵ジェラルド・フランコイス・ニーダム・ノックス（1929年 – 2018年）
- 第8代ランファーリー伯爵エドワード・ジョン・ノックス（1957年 – ）

爵位の法定推定相続人は現当主の息子にあたるノースランド子爵アダム・ヘンリー・ノックス（1994年 – ）であり、その推定相続人は現当主の弟にあたるルパート・スティーブン・ノックス（1963年 – ）である。